# Malé Přítočno
Malé Přítočno település Csehországban, a Kladnói járásban. Malé Přítočno Dolany, Unhošť, Velké Přítočno és Pletený Újezd településekkel határos. Lakosainak száma 307 fő (2024. január 1.).

## Népesség
A település lakosságának változását az alábbi diagram mutatja:
| Lakosok száma | 161  | 212  | 372  | 406  | 337  | 229  | 241  | 240  | 279  | 307  |
|               | 1869 | 1890 | 1921 | 1950 | 1980 | 2001 | 2017 | 2019 | 2022 | 2024 |